# Sever Bocu
Sever Bocu (Sistarovác, 1874. november 19. – Máramarossziget, ?1951. január 21.) román politikus, publicista.

## Élete
Apja tanító volt. Az aradi piarista gimnáziumban érettségizett, azután a bécsi kereskedelmi akadémiára és a párizsi École pratique des hautes études-re járt. Még középiskolás korában, Lippán  tüntetést szervezett a Memorandum-per vádlottjai mellett, amiért letartóztatták.
Párizsból visszatérve Lippán a Lipovana bank tisztviselőjeként dolgozott, majd 1899-ben az aradi Tribuna Poporului munkatársa lett. Az új, aktivista politikai nemzedék képviselőjeként mutatkozott be. 1904-ben, első sajtóperében a nagyváradi törvényszék három hónap és tíz nap elzárásra ítélte. 1912-ig még további harminc sajtóper indult ellene.
1905-ben Romániába utazott és az országot beutazva népszerűsítette a Tribuna eszméit. 1907-ben feleségül vette a sinaiai polgármester lányát és együtt tértek vissza Aradra.
1909–1910-ben a Tribuna szerkesztője és részben tulajdonosa is volt. 1910-ben, a Román Nemzeti Párt vezetői ellen megfogalmazott éles bírálatai miatt becsületbíróságot állíttatott fel maga ellen.
1912-ben, a Tribuna megszűnése után a romániai Techirghiolban telepedett le, ahol szállodát épített.
1915–1916-ban a Bukarestben újraindult Tribuna munkatársa, majd önkéntesként részt vett az első világháborúban, amiért az Osztrák–Magyar Monarchiában a haditörvényszék távollétében halálra ítélte. A hírszerzésnél dolgozott, Craiovában hadifoglyokat hallgatott ki.
1917-ben Oroszországba utazott, hogy a román nemzetiségű hadifoglyokból önkéntes légiót toborozzon. Július 20-án Kijevben megindította és fél évig szerkesztette a România Mare című lapot.
1918 őszén Párizsba utazott. A béketárgyalásokon a román követség mellett a teljes Bánát Romániához csatolásáért küzdött, de ebben a kérdésben a román vezetőkkel is szembetalálta magát.
1921-ben Buziásfürdőn a Román Nemzeti Párt (a későbbi Nemzeti Parasztpárt) színeiben parlamenti képviselővé választották. 1922-től az Uniunea Voluntarilor ('Önkéntesszövetség') vezetője, három évig pártja lapjának, a Româniának igazgatója volt. Továbbra is a teljes Bánát Romániához csatolásáért indított akciókat. Háromszor tiltották ki a bukaresti parlamentből.
1928-ban, az első Maniu-kormányban a Bánátért felelős miniszteri tárcát kapta.
Több antirevizionista tüntetést szervezett Temesváron és Aradon. 1940-ben ő vezette az első bécsi döntés elleni bukaresti tüntetést.
1946-ban Lippán újra képviselővé választották, de a választási csalások miatt nem vette át mandátumát. A 1950. május 5-éről május 6-ára virradó éjszakán letartóztatták és a máramarosszigeti börtönbe zárták. A halála idejére vonatkozó egyetlen adat egy 1957-es jegyzőkönyv.
Románra fordította Eötvös József A nemzetiségi kérdés című művét (1906-ban, Aradon jelent meg).